# Klaus Günzel
Klaus Günzel (* 30. Januar 1936 in Pethau; † 3. Mai 2005 in Zittau) war ein deutscher Schriftsteller und Bibliothekar.

## Leben
Günzel entstammte einer bürgerlichen Familie, sein Vater war Mitinhaber der Filzfabrik Zittau und wurde in der sowjetischen Besatzungszone enteignet. Geprägt durch seine humanistische Erziehung, konnte sich Günzel nicht mit dem in der Schule vermittelten Lehrstoff kommunistischer Prägung identifizieren und verließ die Schule noch vor dem Abitur.
1954 nahm er eine Bibliothekarsausbildung an der Fachschule für Bibliothekswesen Leipzig auf und erhielt nach seinem Abschluss im Jahre 1957 eine Stelle als Bibliothekar an der Christian-Weise-Bibliothek Zittau. Seit dieser Zeit veröffentlichte Günzel, zunächst in regionalen Schriften, Beiträge zur klassischen deutschen Literatur und vor allem zur deutschen Romantik, die sich später zum Schwerpunkt seines literarischen Schaffens entwickelte. Seine Vorträge wurden auch wegen seiner hervorragenden Rhetorik mit großem Interesse aufgenommen.
1978 hatte Günzel die Leitung des wissenschaftlichen Altbestandes der Bibliothek übernommen. Im Jahre 1984 entschied sich Günzel für eine freiberufliche Tätigkeit als Schriftsteller, nachdem ihn seine seit 1970 erschienenen Bücher zu literarischer Bekanntheit über die Grenzen der DDR hinaus geführt hatten. Daneben wirkte Günzel als Herausgeber von Bibliographien zu E. T. A. Hoffmann, Heinrich von Kleist und Ludwig Tieck, sowie mehrerer Geschichten von Clemens Brentano. Günzel war Mitglied des Schriftstellerverbandes der DDR und der National-Demokratischen Partei Deutschlands. Im Mai 1987 war er Delegierter des 13. NDPD-Parteitages in Leipzig.
Höhepunkt seines Schaffens war die Zeit nach der Wende, in der 1993 sein Hauptwerk Die Brentanos erschien. 1996 wurde Günzel mit dem Calwer Hermann-Hesse-Stipendium ausgezeichnet.
Trotz langer schwerer Krankheit konnte er sein letztes Werk Der König und die Kaiserin noch vollenden, das zum Zeitpunkt seines Todes erschien.
Seine Fragment gebliebene weltgeschichtliche Romanze Maria Walewska und Napoleon ist zu seinem ersten Todestag als Privatdruck erschienen.
Das vollständig erhaltene Arbeitszimmer Günzels ist 2009 in den Altbestand der Christian-Weise-Bibliothek aufgenommen und der Besichtigung in der Lisa-Tetzner-Straße zugänglich gemacht worden.

## Werk
- Alte deutsche Puppenspiele, Berlin 1970.
- E.T.A. Hoffmann. Leben und Werk in Briefen, Selbstzeugnissen und Zeitdokumenten. Bibliographie, Berlin 1976
- Tieck. König der Romantik. Das Leben des Dichters Ludwig Tieck in Briefen, Selbstzeugnissen und Berichten. Bibliographie, Berlin 1981, ISBN 3-805-20344-6.
- Kleist. Ein Lebensbild in Briefen u. zeitgenöss. Berichten. Bibliographie, Berlin 1984, ISBN 3-476-00563-1.
- Die Serapionsbrüder. Märchendichtungen der Berliner Romantik. Berlin 1986, ISBN 3-372-00061-7.
- Romantikerschicksale. Eine Porträtgalerie. Berlin 1987, ISBN 3-373-00157-9.
- Wiener Begegnungen. Deutsche Dichter in Österreichs Kaiserstadt 1750–1850. Berlin 1989, ISBN 3-373-00323-7.
- Die Brentanos. Eine deutsche Familiengeschichte, Zürich-München 1993, ISBN 3-7608-1089-6.
- Die deutschen Romantiker. 125 Lebensläufe. Ein Personenlexikon. Zürich 1995, ISBN 3-7608-1119-1.
- Der Wiener Kongreß. Geschichte und Geschichten eines Welttheaters. München 1995, ISBN 3-73-380201-2.
- Romantik in Dresden. Gestalten und Begegnungen., Frankfurt-Leipzig 1997, ISBN 3-458-16857-5.
- Bäder-Residenzen. Kuren und Amouren, Diplomatie und Intrigen. Stuttgart 1998, ISBN 3-421-05154-2.
- Viele Gäste wünsch ich heut´ mir zu meinem Tische! Goethes Besucher im Haus am Frauenplan. 1999, ISBN 3-740-01099-1.
- Silhouettenbilder. Geschichten von damals und gestern. München-Berlin 2001, ISBN 3-733-80316-7.
- Das Weimarer Fürstenhaus. Eine Dynastie schreibt Kulturgeschichte. Köln-Weimar 2001, ISBN 3-412-03100-3.
- Der König und die Kaiserin. Friedrich II. und Maria Theresia. Düsseldorf 2005, ISBN 3-7700-1165-1.
- Maria Walewska und Napoleon. Zittau 2006, Privatdruck, keine ISBN.
- Uwe Kahl, Daniela Kahl (Hrsg.): Die letzte Nacht des Dichters E.T.A. Hoffmann. Oberlausitzer Verlag, Zittau 2022, ISBN 978-3-946795-64-3 (Erstveröffentlichung aus dem Nachlass).